# Rhythm 0
Rhythm 0 war im Jahr 1974 ein sechsstündiges Werk der jugoslawischen Performance-Künstlerin Marina Abramović im Studio Morra, Neapel. Die Aufführung bestand aus Abramović, die stillstand oder sich anderweitig passiv verhielt, während das Publikum dazu eingeladen wurde, mit 72 Gegenständen, die sie auf einem Tisch ausgelegt hatte, alle möglichen Handlungen an ihr durchzuführen. Die Gegenstände umfassten unter anderem eine Rose, eine Feder, Parfüm, Honig, Brot, Trauben, Wein, Scheren, ein Skalpell, Nägel, eine Metallstange und einen geladenen Revolver. 
Es gab keine Bühne und keine Trennung zwischen Künstlerin und dem Publikum. Nach ihrer Aussage bestand der Zweck darin, herauszufinden, wie weit das Publikum in dieser Situation gehen würde. Die Instruktionen an die Adresse des Publikums wurde auf dem Tisch ausgelegt.

Anweisungen.

Auf dem Tisch sind 72 Gegenstände, die man an mir, wie gewünscht, anwenden kann.

Aufführung.

Ich bin das Objekt.

Während dieses Zeitraums übernehme ich die volle Verantwortung.

Dauer: 6 Stunden (20 bis 2 Uhr).
Rhythm 0 machte von ähnlichen Strukturen Gebrauch wie zehn Jahre zuvor die Performance Cut Piece von Yoko Ono.

## Verlauf
Der Fortgang wurde im Buch No Innocent Bystanders (Frazer Ward, 2012) übersetzt nach Thomas McEvilley wie folgt wiedergegeben:

Es begann harmlos. Jemand drehte ihre Arme herum. Jemand schob ihre Arme hoch in die Luft. Jemand berührte sie auf eine einigermaßen intime Weise. Die neapolitanische Nacht begann sich zu erhitzen. In der dritten Stunde wurden all ihre Kleider mit Rasierklingen vom Leib geschnitten. In der vierten Stunde sondierten Rasierklingen ihre Haut. Jemand schnitt mit den selben Rasierklingen an ihrer Kehle, um das Blut abzulecken. Verschiedene kleinere sexuelle Übergriffe wurden an ihrem Körper ausgeführt. Sie verhielt sich ihrer Performance gegenüber so verpflichtet, dass sie sich weder einer Vergewaltigung noch einem Mord widersetzt hätte. Angesichts ihrer Willenlosigkeit, mit ihrem implizierten Kollaps der menschlichen Psyche, bildete sich im Publikum eine schützende Gruppe. Als eine geladene Feuerwaffe an ihren Kopf gehalten und ihr Finger auf den Abzug gelegt wurde, brach zwischen den Publikumsgruppen ein Kampf aus.
Abramović beschrieb die Ereignisse wie folgt:

Was ich dadurch lernte war... dass wenn du alles dem Publikum überlässt, dann kann es dich töten.
Ich fühlte mich geschändet: Sie schnitten meine Kleider auf, stießen Rosendorne in meinen Bauch, eine Person zielte den Revolver auf meinen Kopf, und jemand anderes nahm ihn wieder weg. Es entstand eine aggressive Atmosphäre. Nach exakt sechs Stunden, wie vorgesehen, stand ich auf und schritt auf das Publikum zu. Alle rannten weg, um einer tatsächlichen Konfrontation zu entfliehen.